# トーマス・クノッパー
トーマス・クノッパー（Thomas Knopper、1990年2月6日 - 2009年8月9日）は、オランダ出身の元レーシングドライバーである。

## 経歴
クノッパーは1999年にレーシングカートのキャリアをスタートさせた。
2001年にRotax Jr Maxで3年間走った後、2004年にROTAX Jr Max欧州選手権でチャンピオンとなった。
その後もカートレースに参戦しながら、Formule Renault 2.0 NECなどにも参戦。
2009年はカートに戻ったが、Kartbahn Liedolsheim（ドイツ）で行われた国内選手権 (DKM) にTeam AVGでKZ2クラスのレースに参加した際、スタート直後ほかのカートと接触しクラッシュを喫した。その際マシンは何度も回転しクノッパーはマシンから投げ出され首の骨を折り死亡した。

## 死後
- 彼の死後、同郷のレーサーニック・デ・ブリーズが、「Ciao Thomas」（さよなら、トーマス）というステッカーを貼りレースに臨んだ（KF3参戦時のレースにて）
- 彼の参戦したFormule Renault 2.0 NECのレースでは、スタート前に一分間の黙祷がささげられた。
- 彼が事故したコースは幅が狭く、ランオフエリアもあまり確保されていないようなコースだったため、カート専門誌Vroomやカーターたちの間にコースの安全性を疑問視する声が上がっている。

## リンク
- トーマス・クノッパーのホームページ
- 事故後の調査をする映像
- 事故に関するニュース1(Vroom)
- 事故に関するニュース2(DKM)
- 事故に関するニュース3(PCR Motorsport Competition Technology)
- 追悼動画
- 生前の走り
- 事故があったコースのホームページ